# バッド・ルーテナント/刑事とドラッグとキリスト
『バッド・ルーテナント/刑事とドラッグとキリスト』（原題: Bad Lieutenant）は、1992年のアメリカ映画。

## ストーリー
1988年、アメリカ合衆国ニューヨーク州ニューヨーク市ブロンクス区。警部補(ハーヴェイ・カイテル)はカトリック・スクール前で息子2人を車から降ろす。仕事に向かうため発車させる前にコカインを吸う。彼の最初の事件は被害者が2人の殺人事件である。現場を離れコーヒーを買いに行くと、駐車してある車のトランクを開ける泥棒を見かけるが、彼は無視する。次の事件は薬物の売人グループの追跡だが、彼が追うと彼らは逃げる。警部補はうち1人をアパートの上階に追い詰める振りをして、別の事件で手に入れた薬物を売人に与える。警部補はその薬物を素早く吸い、与えた薬物の一部を自分のために取っておく。売人は数日のうちに薬物を売却してその売り上げから金を渡すことを約束する。ここで警部補は酩酊し、2人の女性と引き合わせてもらうことを約束する。
その頃、修道女(フランキー・ソーン)が教会で2人の若い不良からレイプされた。後に病院で警部補は医師の診断を受ける修道女の姿を覗き見る。彼女は彼らを恨んでいないとし、この事件により神のご加護を受ける機会を得たと語る。
翌朝、警部補は2人の娘がテレビを見ている横のカウチの上で酔いつぶれていた。彼の家族は朝食のためテーブルに集まる。彼は起き上がり、ニューヨーク・メッツ対ロサンゼルス・ドジャースのナショナルリーグのリーグチャンピオンシップシリーズ優勝決定戦を見るためチャンネルを変える。彼が賭けていたチームが負け、よろめきながら家を出る。次の試合で掛け金を2倍にして取り戻そうとする。メッツは最初の3試合に負け、彼はドジャースが次の試合にも勝つと確信する。今度の掛け金は持ち金以上の30,000ドルである。
彼の薬物使用および飲酒はますますひどくなり、行動は制御不能となる。他の事件現場で車内を捜索中に薬物を見つけてスーツの内ポケットに隠す。しかし注意力が減退しており、その薬物を道路に落としてしまう。同僚達は彼をいぶかしげに見つめ、彼は証拠として提出するつもりだったと嘘をつく。
彼は掛け金をさらに2倍にし、60,000ドル負ける可能性となる。友人は負け額がこれ以上拡大しないよう忠告するが、警部補はメッツが勝ち続けることはできないとし、これまで3回続けて負けたチームが優勝したことはないとして自信を持つ。彼の犯罪行為は悪化し、父親の車を借りてクラブに行こうとした若い女性2人を路肩に停止させ、猥褻な行為を強要する。
メッツが勝ち、彼は掛け金をさらに2倍にしようとし、友人は賭博の胴元から警部補が殺害される可能性や、120,000ドルの掛け金は自殺行為であるとして拒否する。警部補は胴元に掛け金を告げる。飲酒運転をしながらペナント・シリーズの試合結果を聞く。ドジャースが負け、カーラジオを銃で撃つ。
彼は薬物を使い続け、売人から売り上げのうち30,000ドルを回収する。彼は修道女がレイプされた教会へ行くと、彼女が祭壇の前でひざまずいて祈っているのを見かける。多くの警官は業務として捜査するだけだが、自分はもし彼女が犯人が誰か知っているのであれば代わりに彼らを殺すと語る。しかし彼女はもう忘れたと繰り返すばかりで、祭壇の前にひざまずく警部補を残して彼女は去り、警部補は精神的に不安定になる。彼は十字架に貼られた後のキリストが教会の祭壇に立っているのを見て涙を流しながら罵声を浴びせ、最終的に自分の弱さを懺悔して罪の許しを請う。警部補はキリストの足元に這っていき、血まみれの足にキスをして顔を上げると、それはキリストではなく聖杯を持った女性であった。女性は警部補に、夫の質店に2人のレイプ犯が聖杯を質入れしたのだと語る。
警部補はレイプ犯2人を追跡して発見し、2人を手錠で繋ぐ。彼らに銃口を向けつつ、メッツが歴史的大逆転をし優勝するところをテレビで見ながら3人で次々とコカインを吸う。彼らを逮捕せずにポート・オーソリティ・ターミナルに連れて行き、二度とニューヨークに戻ってくるなと語り、シガーボックスを持たせてバスに乗せる。このシガーボックスには30,000ドルが入っていた。警部補がターミナルを出て車に乗り、道路で止まると別の車が横付けし「おい、警官」と叫び彼を銃で撃つ。銃で撃たれて亡くなった警部補の乗る車の周りに見物人がどんどん集まってくる。

## キャスト
- LT: ハーヴェイ・カイテル
- Zoe: ゾーイ・ルンド
- Nun: フランキー・ソーン
- Bet Cop: ヴィクター・アルゴ
- Cop One: ポール・カルデロン
- CopTtwo: レナード・トーマス
- Ariane: ロビン・バロウズ
- Bowtay: ヴィクトリア・バステル

## 同名の映画
2009年にニコラス・ケイジ主演で『バッド・ルーテナント』という映画が公開された。
日本でも1992年の本作のリメイク版として宣伝されたが、内容はほとんど別物であり、監督のヴェルナー・ヘルツォーク自身がリメイクであることを否定しているため、厳密にはリメイクではないと考えられる。